# フランス式十戒
『フランス式十戒』（Le Diable et les 10）は、1962年のフランスの映画。8部のエピソードからなるオムニバス構成になっている。
ジュリアン・デュヴィヴィエが旧約聖書の「十戒」を基に、フランス的な洒落やユーモアなど独創的な考察を加え、当時の風俗の中に描きあげた作品。

## キャスト
※括弧内は日本語吹替（初回放送1971年9月28日）
- ピエール：アラン・ドロン（野沢那智）
- フランソワーズ：フランソワーズ・アルヌール（増山江威子）
- フィリップ：メル・ファーラー（家弓家正）
- デニス：シャルル・アズナヴール
- ガリニー：リノ・ヴァンチュラ
- ジェローム：ミシェル・シモン
- クラリス：ダニエル・ダリュー（水城蘭子）
- ミシュリーヌ：ミシュリーヌ・プレール
- ジェルメーヌ：マドレーヌ・ロバンソン
- タニア：ダニー・サヴァル
- ビショップ：ルシアン・バルー
- ルイ：モーリス・ビロー
- ディディエ：ジャン＝クロード・ブリアリ（広川太一郎）
- 放浪者：ジャン・カルメ
- 宝石商：マルセル・ダリオ[3]
- ジョージ：クロード・ドーファン
- バイヤン：ルイ・ド・フュネス
- 異様な男／神：フェルナンデル（熊倉一雄）
- ポロ：ロジェ・ニコラ
- ダンクール：アンリ・ティゾ

## スタッフ
- 監督：ジュリアン・デュビビエ
- 脚本：ジュリアン・デュビビエ
- 撮影：ロジェ・フェルー
- 美術：フランソワ・デ・ラモティエ
- 音楽：ギイ・マジャンタ、ミシェル・マーニュ、ジョルジュ・ガルバランツ
- プロデューサー：ロバート・アモン、クロード・イェーガー